# Соминка (микрорайон)
Со́минка — микрорайон в черте города Твери на территории Заволжского района. Находится в северной части города, между посёлком Вагонников и бывшей деревней Киселёво, на юге — река (ручей) Соминка, по которой микрорайон и получил название.
Среди горожан понятие Соминка, на Соминке шире, чем границы самого изначального микрорайона Соминка, и включает новые корпуса ТвГУ и другие участки южнее ручья.

## История
Перед Великой Отечественной войной часть земель совхоза «Дорошиха» севернее ручья Соминка передана под ИЖС рабочим и служащим города Калинина. Во время войны, строящийся посёлок не был занят немецкими войсками (наряду с пос. Вагонников), линия фронта проходила как раз по ручью. Большинство домов частного сектора были построены в 1940-50-е годы. В 1963 году построена школа. В 1973 году сюда провели трамвайную линию, построили трамвайное депо № 2. С 1977 года началось строительство 5-этажных, а затем и 9-этажных домов в восточной части посёлка.

## Инфраструктура
В последние годы район начинает бурно расти за счет многоэтажных новостроек (до 14 этажей) и развития коттеджного посёлка «Киселево». Таким образом, развивается инфраструктура района:
- корпуса нескольких факультетов Тверского госуниверситета,
- современный крытый бассейн общего доступа «Парус» (ул. 2-я Грибоедова, д. 32).[1].Бассейн на базе Тверского госуниверситета построен в рамках программы «500 бассейнов для высших учебных заведений»[2].
- средняя образовательная школа № 34,
- школа милиции,
- профессиональное училище № 39,
- 2 детских сада (один из них перестроен в обучающий центр-гостиницу РАО ЕЭС)
- аптека,
- библиотека (ул. Кольцевая, д.76). 
Существует с 6 ноября 1960 г., в ноябре 1979 г. библиотека переехала в новое помещение на первом этаже пятиэтажного жилого дома. Сейчас это один из старейших многоэтажных домов поселка. В 1978 г. библиотека влилась в Централизованную библиотечную систему г. Калинина, став филиалом № 8.[3].
- салон красоты и парикмахерская,
- фотостудия,
- новая поликлиника третьей детской городской больницы[4].
- новая современная поликлиника для взрослых (ул. Кольцевая, д. 80). 
С декабря 2009 года в микрорайоне открылся филиал 7 городской больницы, где жители могут получать квалифицированную медицинскую помощь[5].

Район обеспечен всеми необходимыми коммунальными удобствами, включая высокоскоростной Интернет, телефонию и цифровое телевидение.

## Православные храмы
- Православный храм в честь Серафима Саровского, расположенный на Волынском кладбище, которое ныне не используется. После открытия храма в нём случался пожар, вызвавший резонанс среди населения района[6]. Происшествие спровоцировало множество слухов и версий[7].
Ранее здесь находилась единоверческая церковь Успения Богородицы (конец XVIII — начало XIX в.), которая действовала до конца 1930-х гг. и была взорвана при хрущевских гонениях, в 1964 году. На Волынском кладбище до XVII века в течение нескольких столетий покоились останки известных и уважаемых в Твери людей: священников, архитекторов, преподавателей, купцов, военачальников и офицеров Русской Армии[8]. 
При устройстве фундамента Серафимовского храма были обнаружены останки семидесяти человек, расстрелянных в период репрессий 1930—1950-х годов. На западной стене храма, над местом страшной находки, была установлена мемориальная плита в память о невинно убиенных, что явилось первым шагом к созданию здесь мемориального комплекса[9].
- Православная часовня в честь Петра и Февронии Муромских — расположена напротив школы милиции, на месте закрывшейся старой аптеки (ул. Хрустальная, д.36)[10].

## Мемориальный комплекс
На Южной стороне Волынского кладбища расположен Мемориальный комплекс на месте захоронения солдат погибших в годы Великой Отечественной войны 1941—1945 гг. Общее число солдат 1409 человек, в том числе неизвестных 423 человека. Комплекс содержится Администрацией Заволжского района города Твери. Накануне 9 мая комплекс регулярно посещается учащимися средней школы № 34, расположенной в микрорайоне.

## Улицы микрорайона
Широтные (с юга на север):
- Улица Грибоедова и 2-я Улица Грибоедова;
- Улица Соминка;
- Улица Кольцевая — названа в честь трамвайного кольца, конечной остановки 11 трамвая;
- Улица и проезд Эрнста Тельмана;
- Улица Дачная.

Меридиональные (с востока на запад):
- Улица Волынская;
- Улица Благоева (к ней относятся только некоторые новые дома микрорайона);
- Улица Хрустальная;
- Улица Первитинская;
- Улица Марата;
- Улица Малая Тверская и Улица Большая Тверская;
- Улица Звеньевая;
- Улица Плеханова;
- Улица Димитрова.

## Транспорт
В районе хорошо развита транспортная система.
Здесь проходят автобусы № 205, 208, 7, 12, 14, 15, 43, 51, 55, 56
Здесь вырос игрок сборной России по хоккею, чемпион мира 2008 года Илья Ковальчук (род. 1983, Тверь).

## В культуре
- Название микрорайона звучит в песне Михаила Круга «Водочку пьём»

Туман в Петербурге, в Москве — снег и стужа,

В Твери — жаждой маются так…

С похмелья вся Соминка, Площадь и Южный,

И на Пролетарке — сушняк.